# Paws Inc.
A Paws Incorporated amerikai cég, amelyet Jim Davis alapított 1981-ben azzal a céllal, hogy a Garfield képregények hátterét biztosítsa. Székhelye az Indiana állambeli Muncie, alkalmazottainak száma közel ötven, részben művészek, részben pedig a licencekkel foglalkozó ügyintézők. 1994-ben a cég megvásárolta az United Feature Syndicate-től az 1978-1993-as Garfield képregényekkel kapcsolatos jogokat.
2019-ben a Nickelodeon (Viacom) tulajdonába került a Paws Inc. Jim Davis továbbá új Garfield sorozatot készít a Nickelodeonnak.

## Külső hivatkozások
- A Paws a Garfield weblapon